# Gerhard Fallent
Gerhard Fallent (* 26. Jänner 1960 in Grünburg) ist ein österreichischer Umwelttechniker und Politiker (ÖVP/FPÖ). Fallent war von 1999 bis 2002 Abgeordneter zum Nationalrat.

## Ausbildung und Beruf
Gerhard Fallent besuchte von 1966 bis 1970 die Volksschule in Steinbach an der Steyr und danach die Hauptschule in Grünburg. 1974 wechselte er an die Höhere technische Lehranstalt für Maschinenbau in Steyr. Fallent ist zudem Absolvent einer Energieberaterausbildung.
Fallent arbeitete zwischen 1979 und 1989 als Konstrukteur und ab 1989 als selbständiger Umwelttechniker. Er ist Betreiber des Windparks Laussa und war Geschäftsführer der österreichischen Photovoltaik-Interessensvertretung „Photovoltaic Austria“. Derzeit unterrichtet Fallent Ökoenergietechnik an der Fachhochschule Wels und ist Inhaber und Geschäftsführer des Technischen Büros „Future Projects“, das Projekte im Bereich nachhaltige Entwicklung initiiert und durchführt.
Von 2008 bis 2010 war Gerhard Fallent Geschäftsführer von ACT – Austrian Clean Technology, dem Kompetenzzentrum für Umwelt- und Energietechnologie und -dienstleistungen.

## Politik
Fallent war ab 1991 vierzehn Jahre in der Gemeindepolitik von Laussa aktiv und war neben seiner Rolle als Gemeinderat zwischen 1991 und 1995 Vizebürgermeister und zwischen 1995 und 1999 Mitglied des Gemeindevorstands. Fallent war bis 1995 Mitglied der ÖVP-Fraktion, wurde 1995 unabhängiger Gemeindevorstand und trat 1997 der FPÖ-Fraktion in Laussa bei. Er wurde 1997 zum Bezirksobfrau-Stellvertreter gewählt und war ab 2000 zudem Generalsekretär der FPÖ. Fallent vertrat die FPÖ zwischen dem 29. Oktober 1999 und dem 19. Dezember 2002 im Nationalrat, wo er Umweltsprecher und Entwicklungspolitischer Sprecher war. 2004 war er für ein halbes Jahr als „Referent für politische Koordination“ im Vizekanzleramt bei Hubert Gorbach tätig und schien im Zuge der Nationalratswahl 2006 im Personenkomitee „Wir für Wolfgang Schüssel“ auf.

## Privates
Gerhard Fallent ist geschieden und Vater zweier Töchter. Er wohnte in Laussa.